# Sóstógyógyfürdő
Sóstógyógyfürdő, Sóstófürdő vagy Sóstó fürdőhely Nyíregyházán.
Nyíregyháza város és Sóstógyógyfürdő között helyezkedik el a Sóstói-erdő, amit az ott élők okkal neveznek a város tüdejének, ékességének. Szívesen keresik fel gyermekek, fiatalok és idősek, családok és csoportok, sétálók, futkározók és sportolók, akik számára erdei tornapálya, játszótér, esőbeállók, szalonnasütő helyek, sétányok épültek. Az erdőt külön is kedveltté teszi tavasszal a híresen intenzív akácillat, amely főként a vonatablakból kihajolva nyújt másutt ritkán megtapasztalható élményt. Bár Sóstó néven több városunkhoz is tartoznak területek az országban, a környékbeliek az erdőre, a tóra, a vadasparkra, a fürdő-komplexumra és az egyéb létesítményekre együttesen a rövid Sóstó megnevezést használják.
Érdemes még megemlítenünk Sóstóhegy települést; az, mint Nyíregyháza (Szabolcs-Szatmár-Bereg vármegye székhelye) és Sóstó közvetlen vonzáskörzete, kedvelt helye a városból inkább menekülő, nyugalomra és a természet közelségére vágyó ingatlanvásárlóknak, építkezőknek, fészekrakó családoknak.

## Története

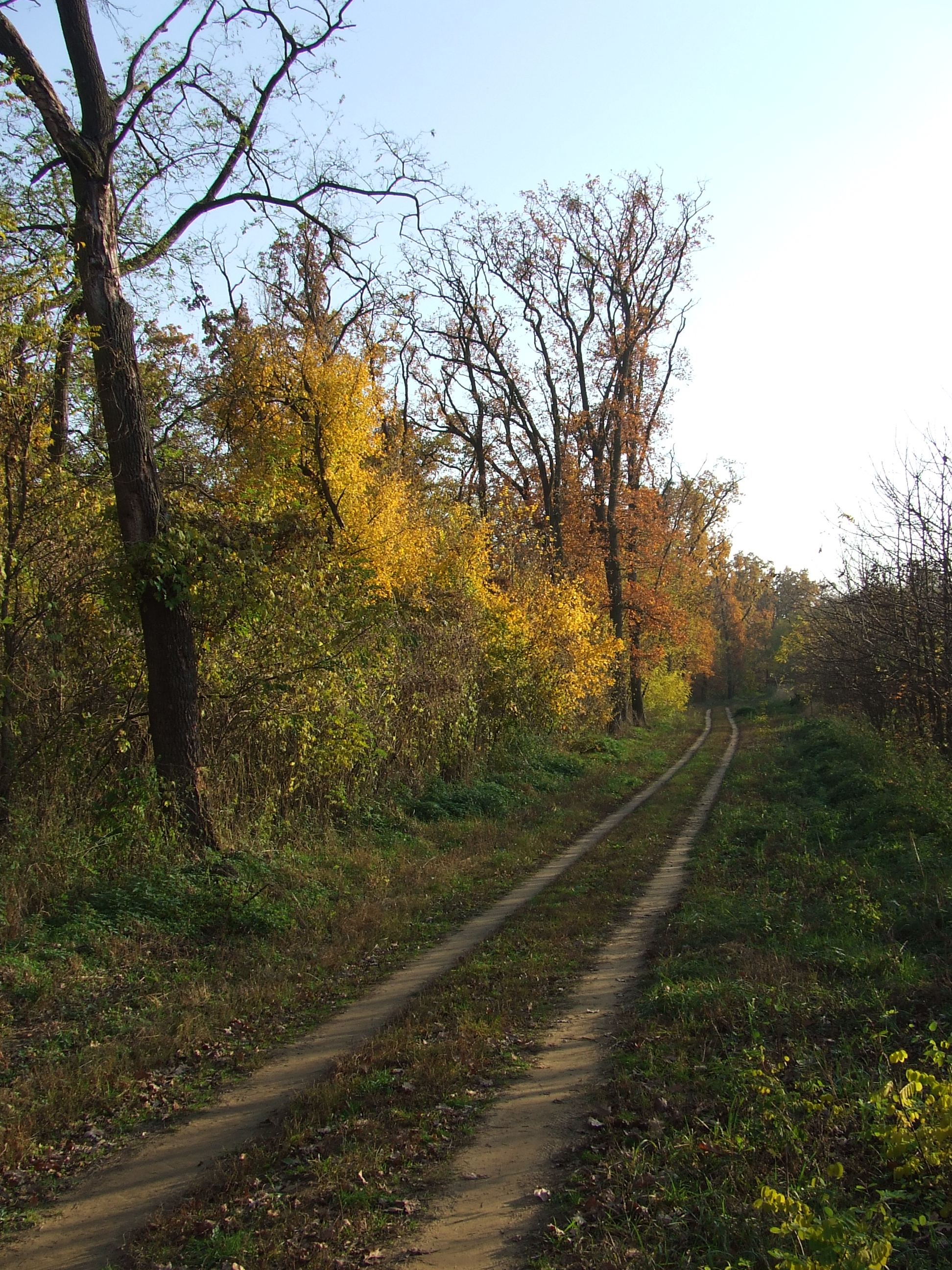
Kerékpárút a sóstói erdőben ősszel

A "névadó" a 9,5 hektár területű, két részre osztott, sós vizű szikes tó, melynek átlagos mélysége 1,5 méter. Vizének sajátos gyógyerőt tulajdonítottak régtől fogva, s már Mátyás király korában is ismerték Igrice néven. A tudós polihisztor, Jósa András szerint is a tó vize meggyógyít "görvénykórtól, csúztól, köszvénytől, idült lobbos izzadmányoktól és egyéb, virágnyelven úgynevezett vérbetegségektől." A ma szakembere így fogalmaz: "sok oldott sót tartalmazó nátrium-kloridos termálvíz, amely … a brómos, jódos ásványvizek csoportjába sorolható." A gyógyvízzé minősített termálvíz kiválóan alkalmas gerincbetegségek, reumatikus, mozgásszervi és nőgyógyászati panaszok enyhítésére, rehabilitáció és utókezelés esetén.
A város asszonyai 1794-ben kaptak engedélyt arra, hogy Sóstón ruhát mossanak, három évtizeddel később pedig már megépült az első, négy káddal működő fürdőház és a vendéglő. Egy korabeli írás szerint Nyíregyháza már ekkor működtetett Sóstón egy polgári jellegű szórakozást is kielégítő fürdőt. Hamar híre ment a gyógyító erejű víznek, a hangulatos mulatozásoknak és egyre több csodálója lett.
Szerencsére egy szódagyáron kívül ipari üzem nem telepedhetett le, így megőrizte természetes szépségét. Sziksófőzéssel már 1801-től foglalkoztak. Ehhez a tavak vizének leapadása után összesepert só bőséges utánpótlást biztosított. Az üzemszerű gyártás jogát egy angol üzletember már 1826-ban megvásárolta és a nagybani kitermelés kitartott egészen a Bach-korszag végéig.
A gyógyvíz és az erdő vonzerejének bizonyítéka az 1866-ban megépült alpesi stílusú Svájci-Lak, a kor hangulatát a mai napig őrző panzió. Falai között megfordult Blaha Lujza, Krúdy Gyula, Karinthy Frigyes és sok más művész, politikus.
A városi polgárok, iparosemberek, bohém művészek kedvelt találkozóhelye volt az 1911-ben megépült Krúdy Szálló és annak terasza, valamint mellette a szép vonalvezetésű, ma már műemlék víztorony. A Szeréna Lak 1914-ben épült.
A közlekedési feltételek javulása minden népréteg, korosztály számára elérhetővé tette Sóstót. 1905-1911 között a kisvasúti építkezések, majd 1927-ben a műútépítés szabdalta szét az addig érintetlen erdőtestet. Nyíregyháza felfedezte, megszerette ritkán látogatott kincsét.
A 12 hektáros tó egyik részét az 1930-as évektől szabad stranddá alakították. Jellegzetes faépülete egy balatoni fürdőház másolata, de ez aligha zavarta a vendégek hangulatát. A tó másik részében is csónakázó működött nyaranta. Ide szervezték a cserkész-avatásokat, az iparosok és kereskedők találkozóit. Sajátos hagyománya volt a szűcsök Csapóvesszővágásának, a majálisoknak. Ilyenkor szinte kiürült a város.
A szigeten gyakran rendeztek tűzijátékot, hangzatos nevekkel - "Csillagzuhatag" - így csábították ki a tópartra az embereket. Megpróbálkoztak szabadtéri színház építésével, a maradványai talán még megtalálhatóak a Park Szálló mögött.
A Szegedi Szabadtéri sikerén felbuzdult szabolcsiak 1933. évi próbálkozása azonban nem vált sikertörténetté.
Hírnevére kedvezően hatott, hogy 1927-től hivatalosan is gyógyfürdőnek nyilvánították. Botanikai érdekesség a tóparti sétányon látható hársfa nyírségi fajtaváltozata.
Nem csak derűs képek tartoznak Sóstó történetéhez. A II. világháború idején itt fogadták a német megszállás elől menekülő lengyeleket, de ide érkeztek a malenkij robotra elhurcolt magyarok túlélő szerencséseinek vonatai 1953 és 1955 novembere között. A Krúdy Szállóban és a környező házakban azonban az ÁVH vendégszeretetét voltak kénytelenek elviselni.
Új fejezet kezdődött Sóstógyógyfürdő történetében az 1950-es évek végén, amikor a szikes vizű tó már nem elégítette ki a lakosság igényeit, s felfedezték, hogy a föld alatt 50 fokos hévíz rejlik. 1957-ben naponta százak várták kíváncsian a hévíz utáni fúrások eredményeit.
A sikeres kutatás következményei ismertek: megépült és azóta is szinte folyamatosan szépül a Parkfürdő. A gyógyvíz vonzereje széles körben hat, évente sok ezer belföldi és külföldi turista érkezik. A hatalmas igény szállodák, kempingek, szórakozóhelyek sorát követelte ki. Nagyobb gyáraknak szinte kötelező volt vállalati üdülőt emelni a tó partján. A tehetősebb családok sem maradhattak le, egyre szélesbedő körben népesült be a fürdő környéke.
Főként az 1970-es években rádió-iránymérők ("rókavadászok") és tájékozódási-futók készültek fel az erdőben hazai és nemzetközi versenyeikre - ilyeneket rendeztek is - az erdőben, s több nyíregyházi sportoló szerzett Európa- és világbajnoki címet.

## Megközelítés
Sóstógyógyfürdőt Nyíregyházáról a 8-as busszal, lehet megközelíteni. Felszállhatunk egy Kisvárda-Záhony felé tartó személyvonatra is, de ellenőriznünk kell, hogy az menetrend szerint megáll-e Sóstón, ami egyébként az első megállóhely.

## Fürdők

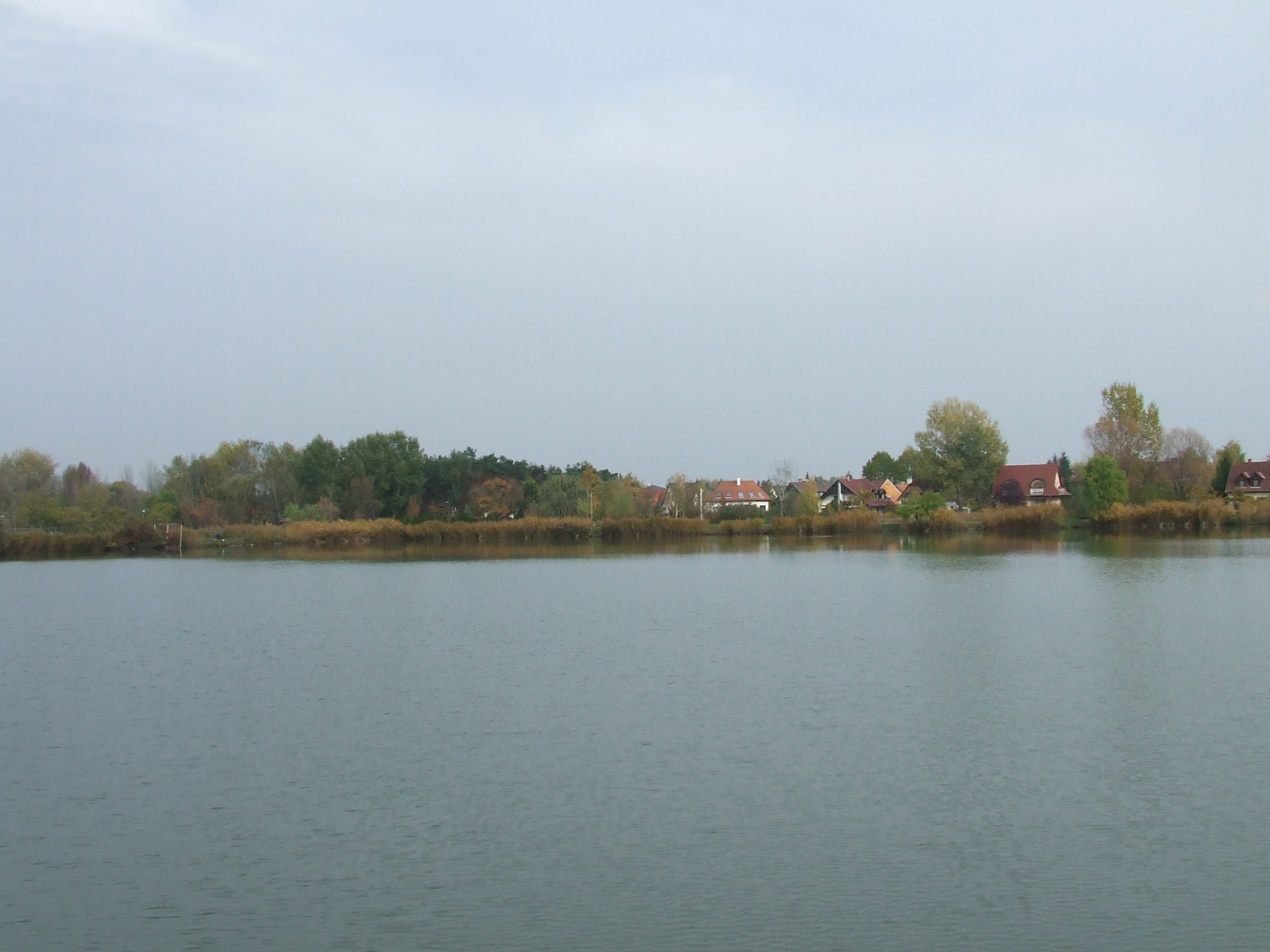
A Sóstói-tó ősszel

Sóstógyógyfürdőn a pihenés helye a minden igényt kielégítő Fürdőház Panzió. Tetőterében elegáns szobák és apartmanok állnak a vendégek rendelkezésére, földszintjén pedig fürdő- és gyógyászati részleg működik. Nagy és kis termál-medence, hidegvizes medence, pezsgő-fürdő, szauna és hőlégkamra szolgálja a kikapcsolódásra vágyókat. A szakorvosi beutalóval érkezők gyógykezeléseket vehetnek igénybe.
A Tófürdő a természetes tó partja. A selymes tiszai homokfövennyel, termálmedencével, csúszdával, strand-röplabdapályával, pancsolóval főként a gyerekek, fiatalok körében népszerű.
A Parkfürdő medencéi minden korosztálynak alkalmas helyet biztosítanak a szórakozásra, sportolásra, önfeledt hancúrozásra vagy békés diskurálásra. A vízen kívül választhatják az óriáscsúszdát, a gyerekjátszóteret, a vízifocit, a felfújható gumijátékot.
Sóstógyógyfürdő legújabb attrakciója az Aquarius Élményfürdő. Kialakításával és multifunkciós kínálatával több generáció együttes pihenését, kikapcsolódását szolgálja.
A felnőttek és az idősebbek kedvelt pihenőhelye a Termálvilág. A regenerálódást termál medencék, pezsgőfürdő, Kneipp medence és szaunavilág biztosítja. A vendégek különböző relaxációs kezeléseket is igénybe vehetnek.
A fiatalok részére Élményvilág épült, ahol a legbátrabbakat óriáscsúszdák, hullámmedence és vízfüggönnyel, barlanggal készült vadvízi sodró-folyosó fogadja.
A legkisebbeket a medencével, csúszdákkal, mesevárral, pihenőszobával felszerelt Gyermekvilág várja.

## Sóstó ZOO - Nyíregyházi Állatpark
A Nyíregyházi Állatpark 30 hektáros területével a legnagyobb az országban; a legszebb, mert a természet adta kincseket szinte érintetlenül hagyva illeszkedik környezetébe; a "legállatibb", mert lakói természetes élőhelyükhöz hasonló miliőben élnek; a leggazdagabb, mert vidéken itt található a legtöbb faj (300) és a legtöbb egyed (mintegy 3500); a legegyedibb, hiszen csak itt látható például fehér tigris, arapapagáj, adax antilop, sávos mongúz, cápa; a legáttekinthetőbb, mert a látnivalókat kontinensenként csoportosították; a "legújabb", mert szakemberei minden évben újabb szenzációval rukkolnak elő.
Az idén elkészült az elefántház, melynek első lakója is megérkezett Lengyelországból: Szabolcs, az ötéves elefántbika. Nem marad sokáig egyedül, mert még az idén elefánthölgyek is jönnek Sóstóra. 2010 tavaszán elkészült az őserdő ("Zöld Piramis"), s az "Indiai-óceán" mélyén is sétálhatnak a látogatók egy újabb beruházásnak köszönhetően.
Az ország leglátogatottabb vidéki állatparkjában évente több, mint 300 ezer vendéget fogadnak.[forrás?]

## Múzeumfalu
A régió egyetlen szabadtéri néprajzi múzeuma 1979 óta várja a látogatókat, akik egységes keretbe foglalva ismerkedhetnek meg e táj sokszínű népi építészetével, lakáskultúrájával. A 7,5 hektáros területen kiépült egy faluközpont kézműves műhelyekkel, iskolával, tűzoltószertárral, harangtoronnyal, templommal, szárazmalommal, működő szatócsbolttal és kocsmával.
A paplakban és a magtárban rendezvényeket, fogadásokat tartanak, a kisnemesi házban kiállítások várják a közönséget, a kisdobronyi templomban esküvőket, kis koncerteket tartanak.
Népszerűek a húsvéti, pünkösdi, gyermeknapi, Szent Iván-éji, aratónapi, Mihály-napi programok, kézműves foglalkozások, koncertek, gasztronómiai bemutatók.

## Külső hivatkozások
- Sóstó Online
- Sóstó hírei - Nyíregyházi Hírportál
- Sóstó Gyógyfürdők Rt.
- Aquarius Élményfürdő
- Sóstó ZOO - Állatpark
- Sóstói Múzeumfalu
- Sostógyógyfürdő.lap.hu - linkgyűjtemény
- ÁNTSZ - Országos Gyógyhelyi és Gyógyfürdőügyi Főigazgatóság